# Charabali
Charabali (rusky Харабали) je město v Astrachaňské oblasti v Ruské federaci. Při sčítání lidu v roce 2010 mělo přes osmnáct tisíc obyvatel.

## Poloha a doprava
Charabali leží v Kaspické nížině deset kilometrů od levého břehu Achtuby, vedlejšího ramene Volhy. Od Astrachaně, hlavního města oblasti, je vzdáleno přibližně 140 kilometrů severozápadně.
Přes Charabali vede silnice z Volžského přes Achtubinsk do Astrachaně a železnice ze Saratova a Volgogradu do Astrachaně.

## Dějiny
Charabali bylo založeno v roce 1770 pod jménem Charabalinskoje (Харабалинское). Od roku 1974 je městem.

### Rodáci
- Alexandr Michajlovič Košurnikov (1905–1942), stavební inženýr